# さくら丸 (帝国海事協会)
さくら丸（さくらまる）は、帝国海事協会の貨客船、義勇艦。「櫻丸」とも。

## 船歴
日露戦争中の1904年、帝国海事協会は募金により、平時は商船だが有事の際には仮装巡洋艦となるような義勇艦隊を作ることを計画。募金を募ったところその集まりはよく、造船奨励法の適用も受けて「さくら丸」、次いで「うめが香丸」が建造された。
2隻とも三菱造船所で建造され、「さくら丸」は1906年5月12日に発注、同年7月9日に起工、1908年6月6日に進水し、同年10月9日に竣工した。船番194。
1908年11月17日、神戸沖の観艦式に参列。
1909年2月3日に大阪商船に貸与され、神戸・基隆線に就航した。しかし「さくら丸」は動揺が激く、宮原式ボイラーの出す黒煙もひどかった。乗客から不評であった「さくら丸」の運航は2年で終わりとなった。
1911年には鉄道院に貸与されて関釜航路に就航した。
1917年10月30日、大洋汽船に売却。1918年、横浜船渠で貨物船に改装され「五洋丸」と改名された。この時同時に機関も三連成レシプロ機関2基に置き換えた。
1921年、靭商船に売却。1927年3月に多聞汽船の「第十八多聞丸」と接触事故を起こした。
1931年、海難事故で沈没。
「さくら丸」と「うめが香丸」の商船としての評価は良くなく、3隻目の「さかき丸」は使用者の要求を容れて設計された。